# Louis Charles Timbal
Pour les articles homonymes, voir Timbal.
Louis Charles Timbal, né le 26 février 1821 à Paris et mort le 20 novembre 1880 dans le 6e arrondissement de Paris, est un peintre, collectionneur d'art et critique d'art français.

## Biographie
Louis Charles Timbal entre à l'École des beaux-arts de Paris le 19 septembre 1842. Il est l'élève de Michel Martin Drolling.
Il expose au Salon à partir de 1847 jusqu'en 1869. Il y a reçu une médaille de 2e classe en 1848, deux rappels de médaille en 1859, et une médaille de 1er classe en 1861. Il est nommé chevalier de la Légion d'honneur le 12 août 1864. Il obtient des médailles à l'Exposition internationale des Beaux-arts et de l'Industrie à Londres en 1872 et à l'Exposition universelle de 1873 à Vienne.
Il a décoré plusieurs églises françaises.
Louis Charles Timbal est aussi un collectionneur d'art. Il possède un Christ en Croix de Fra Angelico, La Madone Dreyfus et une Vierge avec l'Enfant de Mino da Fiesole, le dessin préparatoire pour le tableau de La Belle jardinière de Raphaël qu'il léguera au musée du Louvre. Il vend sa première collection après la Commune de Paris, mais en forme une seconde peu après. En 1874, Timbal proteste dans Revue des deux Mondes contre la pauvreté des crédits votés par le parlement pour l'achat d'œuvres d'art par les musées nationaux. En 1882, le musée du Louvre acquiert la collection Timbal grâce au vote d'une somme exceptionnelle de 207 000 francs par le parlement.
Après 1871, il publie des critiques d'art dans le quotidien Le Français. Il y a écrit qu'il adressait « la protestation d'un peintre vieilli, entêté dans ses prédilections, contre les défaillances du goût, contre cette lassitude du sérieux dont semblent atteints ses jeunes confrères »[réf. nécessaire].

## Œuvres

### Œuvres exposées aux Salons
- 1847 : Portrait de Mme E. B….
- 1848 : Le Christ porté au tombeau ; La Vierge et la Madeleine au pied de la Croix.
- 1849 : L'Agonie du Christ au mont des Oliviers ; Portrait de M. l'abbé M….
- 1851 : Vieillesse de Saint-Jean l'évangéliste.
- 1852 : La Résurrection de la fille de Jaïre ; Les Juifs captifs à Babylone ; Portait de M. B….
- 1853 : La Sainte Vierge au prétoire pendant la flagellation ; Portrait de M. de E. de H… ; Portrait de Mlle C. B….
- 1855 : Notre-Seigneur Jésus-Christ montant au Calvaire ; Portrait de Mgr Donnet, cardinal-archevêque de Bordeaux.
- 1857 : La Vierge au pied de la croix ; Saint Jean l'évangéliste prêchant à Éphèse ; Savonarole ; Portrait de M. Ad. F….
- 1859 : Les Funérailles, réexposé à l'Exposition universelle de 1867 (anciennement au musée des beaux-arts de Caen) ; La Messe au grand autel, à Saint-Pierre de Rome ; L'Église triomphante, projet au quart ; Portrait de la comtesse d'O…, fondatrice des monastères des Orphelines de Marie en France, en Angleterre et aux Antilles ; Portrait de Mme A. C… ; Portrait de M. Ch. l'évêque.
- 1861 : Un sermon de sainte Rose de Viterbe ; L'Étude ; Un sculpteur florentin ; Portrait de M. Ch….
- 1863 : Jeune fille florentine au XVe siècle ; La Vénitienne.
- 1865 : La Présentation de la Sainte Vierge au Temple, pour l'église Saint-Étienne-du-Mont à Paris.
- 1866 : La Muse et le poète, réexposé en 1867 ; Joanina, florentine du XVe siècle.
- 1867 : L'Agonie du Christ au jardin des Oliviers, esquisses pour la chapelle Sainte-Geneviève à Paris.
- 1868 : Portrait de M. le vicomte H. D….
- 1869 : Italie, XVIe siècle ; Angleterre, XVIe siècle.

### Œuvres dans les collections publiques
- Caen, musée des Beaux-Arts de Caen, L'Amour sacré et l'Amour profane, d'après Titien.
- Besançon, musée des beaux-arts et d'archéologie : L'Agonie du Christ au jardin des Oliviers, huile sur toile[6].
- Incarville, église : Présentation de la Sainte Vierge au Temple, 1879.
- Paris:
  - chapelle de la Sorbonne :
    - Théologie, représentations de théologiens illustres ;
    - Ex Christo omnis scientia, 1873-1876.

  - église Saint-Étienne-du-Mont, chapelle du catéchisme :
    - Présentation au Temple, 1865 ;
    - Sermon sur la montagne, 1865 ;
    - Institution de la sainte Eucharistie, 1865.

  - église Saint-Sulpice, chapelle Sainte-Geneviève  : 
    - Sainte Geneviève distribuant des vivres aux habitants de Paris, 1862-1864 ;
    - L'Intercession de sainte Geneviève délivre Paris de la peste des Ardents, 1862-1864.

  - musée d'Orsay : La Muse et le poète, Salon de 1866, huile sur toile[7].
- Pierrefitte, abside de l'église : L'Église triomphante, 1857.

### Publications
- Notes et causeries sur l'art et sur les artistes par Charles Timbal, précédées d'une liste des principaux ouvrages du peintre et d'une notice par le Vte Henri Delaborde, Paris, E. Plon et Cie, 1881 (en ligne).
- « La réorganisation du musée de peinture du Louvre », Revue des deux Mondes, 44e année, tome 6, 1874, p. 689-700 (en ligne).